# Golden Globe-díj a legnagyobb mozi- és kasszasikernek
A legnagyobb mozi- és kasszasikernek járó Golden Globe-díjat 2024 óta osztja ki a Hollywoodi Külföldi Tudósítók Szövetsége.

## Győztesek és jelöltek
Győztes film
(MEGJEGYZÉS: Az Év oszlop az adott művek megjelenési évére utal, a tényleges díjátadó ceremóniát a következő évben rendezték meg.)

### 2020-as évek
| Év                        | Magyar cím                       | Eredeti cím                                   |
| 2023 81. gála             |                                  |                                               |
| ------------------------- | -------------------------------- | --------------------------------------------- |
| 2023 81. gála             | Barbie                           | Barbie                                        |
| 2023 81. gála             | A galaxis őrzői: 3. rész         | Guardians of the Galaxy Vol. 3                |
| 2023 81. gála             | John Wick: 4. felvonás           | John Wick: Chapter 4                          |
| 2023 81. gála             | Mission: Impossible – Leszámolás | Mission: Impossible – Dead Reckoning Part One |
| 2023 81. gála             | Oppenheimer                      | Oppenheimer                                   |
| 2023 81. gála             | Pókember: A pókverzumon át       | Spider-Man: Across the Spider-Verse           |
| 2023 81. gála             | Super Mario Bros.: A film        | The Super Mario Bros. Movie                   |
| 2023 81. gála             | Taylor Swift: The Eras Tour      | Taylor Swift: The Eras Tour                   |
| 2024 82. gála             |                                  |                                               |
| Wicked                    | Wicked                           |                                               |
| Alien: Romulus            | Alien: Romulus                   |                                               |
| Deadpool & Rozsomák       | Deadpool & Wolverine             |                                               |
| Beetlejuice Beetlejuice   | Beetlejuice Beetlejuice          |                                               |
| Gladiátor II.             | Gladiator II                     |                                               |
| Agymanók 2.               | Inside Out 2                     |                                               |
| Twisters – Végzetes vihar | Twisters                         |                                               |
| A vad robot               | The Wild Robot                   |                                               |